# Scott (Ohio)
Scott – wieś w Stanach Zjednoczonych, w stanie Ohio, w hrabstwie Paulding.